# Bauhaus (formație)
Acest articol se referă la trupa britanică de muzică rock, Bauhaus.  Pentru alte utilizări, vedeți Bauhaus (dezambiguizare).
Bauhaus este o trupă de rock britanic, ce s-a fomat în Northampton, 1978. Membrii trupei s-au denumit după curentul artistic german, Bauhaus, inițial făcându-se cunoscuți sub numele de Bauhaus 1919 și, ulterior (într-un an de la formarea trupei), renunțând la ultima parte a titulaturii. Stilul de scriere folosit pentru imprimarea numelui trupei pe coperțile albumelor și alte produse este același cu cel folosit pe clădirea construită în stil Bauhaus, din Dessau, Germania. Deși au existat trupe înaintea lor care au pre-figurat stilul, Bauhaus este considerată drept o trupă care a consolidat genul muzical gothic rock.

## Sound
Bauhaus a combinat un număr de influențe (muzică punk, glam rock și dub) pentru a crea un sound depresiv, dar foarte pasional care a devenit pe placul multora dintre aceia care, după colapsul punkului (sfărșitul anilor '70, începutul anilor '80), se aflau în căutarea unui lucru nou. Soundul lor s-a dovedit a fi o puetrnică influență, inspirând sau aducând în fața atenției un întreg val de trupe post-punk care experimentau și abordau  stilul intens, depresiv și întunecat care va ajunge mai târziu să fie cunoscut drept gothic rock. Elementele sale esențiale erau reprezentate de stilul invoativ de a aborda chitara a lui Daniel Ash și ritmurile de bass influențate de dub ale basistului David J. Bauhaus rămâne una dintre cele mai populare trupe ale genului.